# Heribert Seitz
Fritz Heribert Seitz, född 13 januari 1904 i Ystads församling, Malmöhus län, död 29 juni 1987 i Engelbrekts församling i Stockholm, var en svensk museiman och militärhistoriker.
Seitz var son till Fritz Larsson och Ida Larsson (född Seitz). Heribert Seitz var amanuens vid Hallwylska museet 1927–1934. Han tog filosofie doktorsexamen vid Stockholms högskola 1936 och blev docent där samma år. Åren 1934–1949 arbetade han på Livrustkammaren: 1934–1944 som amanuens, 1944–1945 som andre intendent och 1945–1949 som intendent. Han var styresman för Armémuseum 1949–1969.
Heribert Seitz var därtill ledamot av direktionen för Hallwylska museet 1944–1960 och ledamot av direktionen för Konungens hospital 1967–1979, sekreterare i Svenska vapenhistoriska sällskapet 1944–1951 och ordförande 1957–1965, sekreterare i Museichefskollegiet 1945–1947, kommissarie för minnesutställningen i Stockholm av Westfaliska freden 1947–1948, President i International Association of Museums of Arms and Military History 1963–1969 och expert vid Justitiedepartementet 1964–1966. Han erhöll forskarstipendium vid Metropolitan Museum of Art 1965 och var Fellow for Life där från 1966. Han invaldes 1955 som ledamot av Kungliga Krigsvetenskapsakademien och var hedersledamot av flera svenska och utländska vapenhistoriska samfund.